# Quand siffle la dernière balle
Pour plus de détails, voir Fiche technique et Distribution.
Quand siffle la dernière balle  (Shoot Out) est un film américain réalisé par Henry Hathaway, sorti en 1971.

## Synopsis
Après avoir purgé une peine de sept ans, un ancien braqueur de banque tente de retrouver l'homme qui l'a trahi. Suivi par trois vauriens spécialement engagés par ce nouveau notable conscient de son projet de vengeance, et accompagné d'une petite fille qui pourrait être la sienne, il parcourt la route jusqu'au ranch de son ancien associé.

## Fiche technique
- Titre : Quand siffle la dernière balle
- Titre original : Shoot Out
- Réalisation : Henry Hathaway
- Scénario : Marguerite Roberts d'après le roman The Lone Cowboy de Will James
- Montage : Archie Marshek
- Production : Paul Nathan et Hal B. Wallis pour Universal pictures
- Musique : Dave Grusin
- Pays de production : États-Unis
- Format : Couleurs format 1.85 mono
- Genre : Western
- Durée : 95 minutes
- Date de sortie : 1971

## Distribution
- Gregory Peck (VF : Edmond Bernard) : Clay Lomax
- Patricia Quinn (VF : Julia Dancourt) : Juliana Farrell
- Susan Tyrrell (VF : Michèle Bardollet) : Alma
- Jeff Corey (VF : Henry Djanik) : un soldat
- James Gregory (VF : Claude Bertrand) : Sam Foley
- Rita Gam : Emma
- John Davis Chandler : Skeeter
- Paul Fix (VF : Henri Crémieux) : Brakeman
- Arthur Hunnicutt (VF : Henri Virlojeux) : Homer Page
- Willis Bouchey (VF : François Valorbe) : le chef de gare
- Arthur Space : un commerçant
- Robert F. Lyons (en) (VF : Bernard Murat) : Bobby Jay Jones
- Pepe Serna (en) : Pepe
- Lane Bradford (en) (VF : Serge Nadaud) : le directeur de la prison
- Dawn Lyn : Decky
- Nicolas Beauvy : Dutch Farrell
- Claudia Bryar (non créditée) : l'épouse d'un commerçant

## Commentaires
- Il s'agit du dernier western tourné par Hathaway.
- Il s'agit aussi du dernier scénario de Marguerite Roberts, qui a longtemps collaboré avec le producteur Hal B. Wallis mais principalement pour Hathaway notamment sur ses westerns Cinq cartes à abattre et Cent dollars pour un shérif.